# Der Mädchenkrieg (Film)
Der Mädchenkrieg ist ein deutscher Spielfilm aus dem Jahre 1977 von Bernhard Sinkel und Alf Brustellin nach dem gleichnamigen Roman von Manfred Bieler.

## Handlung
Prag, in den 1930er Jahren. Während im benachbarten Deutschland die Nazi-Barbarei Adolf Hitlers mehr und mehr um sich greift, scheint in der tschechoslowakischen Hauptstadt das Leben wie ein langer, ruhiger Fluss. Die Bedrohungen scheinen fern, das Bürgertum genießt Frieden und Wohlstand. In diesem gediegenen Ambiente wachsen die drei hübschen Töchter des deutschen Kaufmanns Dr. Sellmann auf, der mit ihnen 1936 seine Heimatstadt Dessau verlassen und in Prag die Position eines Direktors der Böhmischen Landesbank angenommen hat.
Christine, Sophie und Katharina sind sehr unterschiedliche Charaktere. Ihr tagtägliches Leben ist anfänglich weniger von den politischen Verwerfungen in Mitteleuropa geprägt als vielmehr von den kleinen persönlichen Freuden und Sorgen des Alltags, von Liebe, Lust und Leid. In den kommenden zehn Jahren bis kurz nach Kriegsende 1945 werden ihre Leben immer stärker von massiven Einschnitten bestimmt, in denen auch drei Männer – ein smarter Kommunist, der während der Besatzungszeit die Nazis im Untergrund bekämpfen wird, ein sensibler, schwärmerischer Künstler und ein schwerreicher Geschäftsmann und Schwerenöter – zentrale Rollen spielen.
Ab 1939 werden die privaten Geschehnisse mit der großen Politik verwoben. Während Katharina im Krieg mit ihrem kommunistischen Liebhaber in den Untergrund geht, um gegen die Besatzer zu kämpfen, und Christine den tschechischen Fabrikanten Jan Amery heiratet, nach dem Scheitern der Ehe aber mit der deutschen Besatzungsmacht kollaboriert, beginnt Sophie ein Gesangsstudium. Derweil himmelt sie heimlich ihren Schwager Jan an, der jedoch solange tabu bleibt, solange ihre Schwester Christine mit ihm verheiratet ist. In einem ein wenig verträumten Musiker wiederum hat Sophie einen großen Verehrer gefunden, an dem sie jedoch wenig interessiert scheint. Um diesem Liebeschaos zu entfliehen, entschließt sich Sophie, das weltliche Leben hinter sich zu lassen und ins Kloster zu gehen.

## Produktionsnotizen
Der Mädchenkrieg wurde innerhalb von 59 Drehtagen vom 7. September bis zum 15. Dezember 1976 in Prag und Umgebung sowie in Venedig gedreht. Die Fertigstellung des Films erfolgte am 1. Juni 1977. Die Uraufführung fand am 7. Juni 1977 statt. Der Massenstart war am 24. August 1977 mit der Berliner Erstaufführung im Gloria-Palast. Die Fernseherstausstrahlung von Der Mädchenkrieg erfolgte am 25. Dezember 1980 in der ARD.
Joachim von Vietinghoff hatte die Herstellungsleitung, die Bauten stammen aus der Hand von Hans Gailling und (vor Ort in Prag) Karel Vacek. Die Kostüme entwarf Maleen Pacha. Bernd Heinl assistierte Dietrich Lohmann bei der Kameraarbeit. Lena Valaitis lieferte die Gesangseinlagen. Der Mädchenkrieg erhielt das Filmprädikat „besonders wertvoll“.
Bei der 21-jährigen, mit mehreren Preisen bedachten Debütantin Katherine „Kaki“ Hunter handelt es sich um eine Kalifornierin, die anschließend in die USA heimkehrte und ihre Filmkarriere mit wenig anspruchsvollen Arbeiten wie Porky’s (1982) bis in die frühen 1990er Jahre fortsetzte.

## Auszeichnungen
- Im Rahmen des Bundesfilmpreis erhielten Katherine Hunter 1977 für ihre darstellerische Leistung und der Architekt Hans Gailling für das Szenenbild jeweils das Filmband in Gold. Der Film selber wurde mit dem Filmband in Silber ausgezeichnet.
- Beim Filmfestival San Sebastian 1977 ging die Silberne Muschel an das Regiegespann Brustellin-Sinkel, eine weitere Silberne Muschel wurde Katherine Hunter zugedacht.
- Außerdem wurde Der Mädchenkrieg mit dem Gildepreis 1978 belohnt.

## Kritiken
„Nun, als dritten Coup, haben sich Brustellin und Sinkel Manfred Bielers Erfolgsroman ‚Der Mädchenkrieg‘ gewählt, weil auch hier wieder die Hauptfiguren sich den Zeitläufen burschikos und vital in den Weg zu stellen suchen. Auch im ‚Mädchenkrieg‘ also wird unterhaltsam für das Recht auf ein kapriziöses Einzelleben in kollektiven Zeitenläufen plädiert, wobei Brustellin und Sinkel genau wissen, wer da gewinnt: sie feiern fröhlich Untergang. Der Stoff – das Schicksal der drei Töchter eines deutschen Bankdirektors in Prag, deren Lebens- und Liebesansprüche zur gleichen Zeit erwachen, da Hitler sich anschickt, auch in Prag alle derartigen Ansprüche niederzutreten – scheint für einen heutigen Film geradezu ideal. Die Kulisse der goldenen Stadt, gemischt mit nostalgischer Sehnsucht; backfischhafte, weißgekleidete Aufbruchstimmung kontrastiert mit dem lebensfeindlichen Braun und Feldgrau der einmarschierenden Nazis; ein selbstvergessenes, selbstverliebtes Bürgertum, das kaum kapiert, warum es untergeht, und dessen Untergang doch liebenswürdig und lebensuntüchtig zugleich ist: das alles ermöglicht dem Film seinen Blick zurück in eine mondän vermodernde Welt. Natürlich geht es dabei um Liebeslust und/oder -leid. Und der ‚Mädchenkrieg‘ hätte im besten Falle jenen Kontrast erfassen können, der private Affären in kollektiven Zeiten brisant und tödlich macht: Da liebt ein junges Mädchen einen jungen Mann, schön und gut, aber sie ist Deutsche, höhere Tochter und er Sohn eines tschechischen KP-Abgeordneten. Liebesrangeleien vor dem Kaminfeuer, von den beiden als romantische Flucht empfunden, werden zum lebensgefährlichen politischen Spiel. Doch seltsam: Sosehr Brustellin und Sinkel den Reiz dieser Unvereinbarkeit gespürt haben müssen – was sie daraus gewinnen, ist bestenfalls der Kontrast zwischen Mensch und Kulisse. So genau die beiden Filmer das Interieur und die Atmosphäre der Jahre 1936 bis 1945 eingefangen haben, so wenig ist es ihnen geglückt, aus der herbeigefilmten Zeitgeschichte mehr zu machen als ein illuminierendes Feuerwerk im Hintergrund: Vorne wütet Herz-Schmerz, im Hintergrund grollen die Kanonen. Aber der Krieg ist nur ein kinowirksamer Feuerschein, der die Jungmädchengesichter einfärbt.“

„Obwohl der Film die historischen Geschehnisse jener Zeit nur locker und oberflächlich einarbeitet und somit nicht über die Privatheit seiner Geschichte hinausgelangt, ist er als niveauvolle Unterhaltung durchaus sehenswert.“

„Fest steht, daß das Regie-Gespann Sinkel/Brustellin (‚Berlinger‘) nach dem Bieler-Buch einen Film gedreht hat, der sich wirklich sehen lassen kann und durchaus auch internationalen Vergleichen standhält. (…) Das alles ist wie von Meisterhand inszeniert und souverän abgelichtet, wenn man von einigen für meinen Geschmack zu rücksichtslosen Schnitten absehen will. (…) ‚Der Mädchenkrieg‘ ist also ein rundum angenehmer Film -- vielleicht nur ein wenig zu lang (knapp zweieinhalb Stunden nämlich). Was stört, sind mehrere einmontierte Dokumentaraufnahmen, historische Zitate auf Zelluloid, Wochenschau-Berichten der damaligen Zeit entnommen. Sie genügen einfach nicht, um die politisch begründeten Motive der Charaktere ausreichend zu erklären und plausibel zu machen.“